# Azul (Argentine)
Pour les articles homonymes, voir Azul.
Azul est une localité argentine, chef-lieu du partido homonyme, située dans la province de Buenos Aires. Elle compte 55 728 habitants (Indec, 2010).

## Histoire
Le gouverneur Juan Manuel de Rosas ordonna la construction d'un fort dans la région pour contenir l'avancée des malones. Le nom de la ville d'Azul fait référence au fait que dans le lit du ruisseau qui traverse la région, il y avait des fleurs qui lui donnaient sa couleur. Pour exécuter cet ordre, le colonel de la milice Pedro Burgos partit de l'estancia Los Milagros, dans le partido de Chascomús, et fonda le 16 décembre 1832 l'ancien fort de San Serapio Mártir del Arroyo Azul. Elle fut déclarée ville en 1895,. La colonisation de ces terres se fit au moyen de donations de terres du gouvernement provincial décrétées en 1829 et réalisées en 1832. La procédure était similaire à celle de Chacarita, San Andrés de Giles, San Miguel del Monte et Luján. Ils avaient une série d'exigences concernant la colonisation et la défense de la frontière.
Entre 1900 et 1916, la municipalité a fait l'objet de l'intervention d'un commissaire en raison de divers problèmes politiques et électoraux qui ont entraîné l'annulation des différentes élections organisées en 1900 et 1906. La première a été annulée par les tribunaux et l'autre parce que les opposants n'ont pas reconnu le triomphe de leur rival et ont pris la municipalité par la force, ils ont constitué une « municipalité parallèle » et obtenu une nouvelle intervention. Enfin, en 1916, Ángel Pintos a été élu maire.
Au milieu de la deuxième décennie du XXe siècle, la ville prospère comptait 32 000 habitants (avec le reste du district). Elle avait développé ses industries, la fabrication de cuir, de viande, de bière, de savon et de bougies, et disposait d'une banque composée de capitaux locaux (le Banco Industrial de Azul, désormais Banco Industrial).
Le 19 janvier 1974, sous la présidence de Juan Domingo Perón, l'Armée révolutionnaire populaire a tenté de prendre par la force la garnison de l'armée argentine située dans cette ville. Afin de réaliser cet acte, ils avaient préalablement pris de force une petite maison sur la route provinciale 51, cet endroit avait les caractéristiques nécessaires pour cacher les personnes et les véhicules. On suppose que l'objectif était de voler des armes et des munitions pour le groupe de guérilla. Trois soldats sont morts dans cette action, un autre a été pris en otage mais a été exécuté par la suite,.
En 1986, l'Organisation panaméricaine de la santé a mené une expérience dans cette ville par l'intermédiaire du Centre panaméricain des zoonoses d'Argentine (CEPANZO) et de l'Institut Wistar de Philadelphie. L'objectif était de tester un vaccin recombinant avec un virus actif génétiquement modifié, appelé vaccinia-rabies. Ce virus était un agent exotique présentant un danger potentiel et pourtant les autorités sanitaires argentines n'ont pas été prévenues. Vingt vaches laitières ont été inoculées avec ce vaccin et vingt autres avec un autre virus appelé la vaccine. Quatre ouvriers agricoles ont participé à l'expérience sans le savoir. Un chercheur argentin, inquiet des conséquences possibles, a déposé une plainte et le gouvernement a ouvert une enquête. L'expérience a été immédiatement suspendue, une protection sanitaire a été fournie aux quatre travailleurs agricoles concernés et les animaux ont été abattus à des fins de recherche et d'étude,

## Géographie
Le réseau routier d'Azul est un carrefour d'importance provinciale et nationale : la route nationale 3 la relie au nord-est à la ville de Buenos Aires, et au sud-ouest à Bahía Blanca et à la région patagonienne ; la route 226 la relie à l'ouest à Olavarría et au nord-ouest de la province, et au sud-est à Mar del Plata et à la côte atlantique. En outre, les routes provinciales 51 et 60 la relient au nord et à l'est de la province.
Le ruisseau Azul, qui provient d'un bassin souterrain qui se jette dans un champ de la zone de Chillar (une des localités qui appartiennent au partido de Azul), c'est-à-dire au sud de la ville, et que par conséquent, et au fil des ans (du moins depuis que l'on tient des registres) le ruisseau ne s'est jamais asséché, bien que son débit ait varié, il ne l'a jamais fait dans sa totalité. Il est important de noter que le ruisseau Azul appartient au bassin du río Salado, dont il est un affluent,.

### Climat
Le climat y est tempéré humide, avec une température moyenne annuelle est de 15 °C, avec des moyennes de 22 en été et de 8 °C en hiver. En décembre 2000, la température minimale a été inférieure aux températures moyennes relevées depuis 1994, avec des valeurs de 10,5 contre 12,2 °C. En janvier 2001, elle était supérieure de 15,2 °C à sa valeur historique de 15,2.
La moyenne des précipitations est de 960 mm par an répartie de manière inégale, avec des pics entre le printemps et l'été. En décembre 2000 et aussi au même mois de 2008, il y a eu des sécheresses, coïncidant avec la plantation de soja. Entre 1870 et 1920, à l'occasion du précédent hémicycle humide. En 1973, en dehors des effets de La Niña, les précipitations ont à nouveau augmenté (comme il y a un siècle) ; si bien que de 1980 à 2012, les précipitations dans le bassin supérieur du ruisseau Azul (dans la zone de Chillar) ont provoqué quatorze inondations dans la ville.

## Économie

### Agriculture
Azul est un centre agricole: élevage de bovins et culture de céréales.

### Institutions
La ville est le siège de l'un des départements judiciaires de la province, d'un diocèse catholique et de deux facultés universitaires de l'Unicen.

### Médias
- El Tiempo (quotidien)
- Pregón (quotidien)
- Nuevo Ciudadano (hebdomadaire)
- Radio Azul (radio AM)

## Monuments notables
- Cimetière municipal d'Azul

## Personnalités
- Miguel Etchecolatz (1929-2022), policier argentin ;
- Franco Mastantuono (2007-), footballeur argentin.